# Jacob Katzenstein
Jacob Katzenstein (Preußisch Oldendorf, 7 gennaio 1864 – 3 settembre 1921) è stato un medico tedesco.

## Biografia
Studiò medicina a Berlino e Friburgo in Brisgovia, guadagnandosi il dottorato nel 1888. Successivamente lavorò come assistente dell'otorinolaringoiatra Benno Baginsky (1848-1919) a Berlino. Dal 1909 fu docente presso l'Università di Berlino.
Katzenstein si specializzò nella ricerca relativa agli disturbi vocali ed è accreditato per le indagini fisiologici della laringe. Nel 1913 diventò redattore dell'Archiv für experimentelle und klinische Phonetik.

## Opere principali
- Über die Medianstellung des Stimmbandes bei Recurrenslähmung (1892).
- Über die Innervation des m. crico-thyreoideus.
- Weitere Mitteilungen über die Innervation des m. crico-thyreoideus (1894) .
- Die Orthoskopie des Larynx.
- Die Autoskopie des Nasenrachenraums.
- Zur Frage der Posticuslähmung, (Parte 1 con Arthur Kuttner, Archive for Laryngology VIII; Part 2 Ib. IX).
- Experimentelle Beiträge zur Physiologie des Kehlkopfs, (con Arthur Kuttner, Archive for Anatomy and Physiology 1899).